# Shinran ou la Voix immaculée
Pour plus de détails, voir Fiche technique et Distribution.
Shinran ou la Voix immaculée (親鸞 白い道, Shinran: Shiroi michi) est un film japonais réalisé par Rentarō Mikuni, sorti en 1987.

## Fiche technique
- Titre : Shinran ou la Voix immaculée
- Titre original : 親鸞 白い道 (Shinran: Shiroi michi?)
- Réalisation : Rentarō Mikuni
- Scénario : Rentarō Mikuni et Den Fujita
- Production : Rentarō Mikuni, Nobuyoshi Ōtani et Matsuo Takahashi
- Musique : Yas-Kaz
- Photographie : Yoshihiro Yamazaki
- Montage : Osamu Inoue
- Pays de production :  Japon
- Langue originale : japonais
- Format : couleur - son mono
- Genre : drame
- Durée : 140 minutes[1]
- Date de sortie :
  - Japon : 9 mai 1987[1]

## Distribution
- Junkyu Moriyama : Zenshin (Shinran)
- Michiyo Ōkusu : Keishin, la femme de Shinran
- Ako : Shiina
- Kazuo Andō : Kazuto
- Izumi Hara : Ayae
- Guts Ishimatsu : Atota
- Hanshiro Iwai : Sadaie Fujiwara
- Shigeru Izumiya : Hyu
- Hosei Komatsu : Utsunomiya
- Akaji Maro : Nanzame
- Mako Midori : Chiyo
- Rentarō Mikuni : Horai

## Autour du film
- Il s'agit de la seule réalisation de l'acteur Rentarō Mikuni.

## Récompenses
- Prix du jury du Festival de Cannes[2]